# Mikrophthalmie

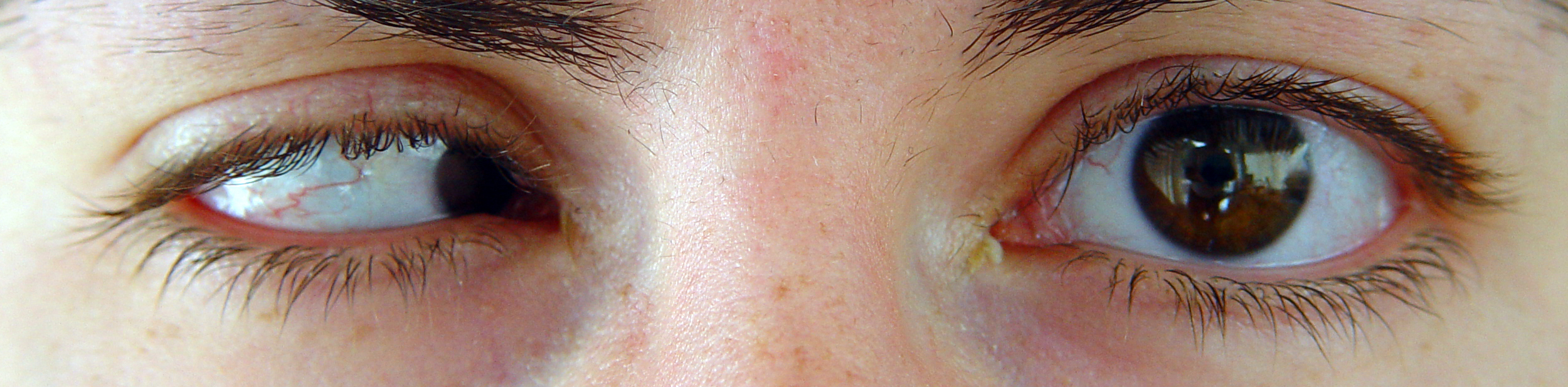
Mikrophthalmie des rechten Auges. Das Auge weist ein deutliches Innenschielen > 25° auf, sowie eine typische Verengung der Lidspalte.

Mikrophthalmie (aus  μικρός mikros „klein“ und ὀφθαλμός ophthalmos „Auge“) bezeichnet die angeborene, unübliche Kleinheit oder auch nur rudimentäre Ausbildung eines oder beider Augäpfel.
Ausgeprägte Formen werden auch Nanophthalmie genannt. Ist das Auge gar nicht angelegt, spricht man von einer Anophthalmie. Ein über die Altersnorm vergrößertes Auge wird als Makrophthalmie bezeichnet.
Meist liegen neben der verminderten Größe auch weitere Fehlbildungen des Augapfels, etwa Spaltbildung, vor.

## Verbreitung
Die Häufigkeit wird mit 1–9 zu 100.000 angegeben, sie findet sich bei bis zu 11 % blinder Kinder. Die Erkrankung tritt isoliert oder zu 30 % im Rahmen eines Syndromes auf.

## Ursache
Der Mikrophthalmie liegt eine Störung der Morphogenese der Augenentwicklung zugrunde. Sie geht oft mit einem Kolobom (Spaltbildung der Iris und anderer Strukturen) einher, das ebenfalls auf eine Entwicklungsstörung in der gleichen Entwicklungsphase zurückgeht.
Es besteht eine Assoziation mit dem fetalen Alkoholsyndrom, Vitamin-A-Mangel der Mutter, Strahlenexposition und Infektionen während der Schwangerschaft wie Röteln in der Schwangerschaft, Herpes simplex und Zytomegalie. Thalidomid (Contergan) kann ebenfalls diese Entwicklungsstörung induzieren.
Mikrophthalmie ist in der Regel genetisch bedingt (z. B. im Zusammenhang mit Trisomie 13, der Triploidie oder dem Peters-Plus-Syndrom) und kann zusammen mit anderen Hemmungsfehlbildungen auftreten, z. B. beim Delleman-Syndrom oder dem Wolf-Hirschhorn-Syndrom. Sie kann auch bei Stoffwechselstörungen wie dem Dihydropyrimidin-Dehydrogenase-Mangel auftreten.
Es gibt auch erworbene Formen nach Verletzungen mit Perforation des Auges, bei retrolentaler Fibroplasie oder Endophthalmitis.

## Im Rahmen von Syndromen
Bei verschiedenen Syndromen kann eine Mikrophthalmie mit als Merkmal vorkommen, sogenannte Syndromale Mikrophthalmie.

## Diagnose
Die Diagnose kann bereits intrauterin durch Feinultraschall, sonst später durch die Klinische Untersuchung zusammen mit Bildgebender Diagnostik und Molekulargenetik erfolgen.

## Differentialdiagnose
Abzugrenzen sind Kryptophthalmos, Zyklopie, Synophthalmie und das kongenital zystische Auge. Ebenso sollte ein Duane-Syndrom, welches ein ähnliches Erscheinungsbild aufweisen kann, ausgeschlossen werden.

## Behandlung
Die Behandlung versucht, die vorhandene Sehkraft und das Erscheinungsbild zu optimieren. Infrage kommen Conformer-Prothesen oder eine Remodellierung der Augenhöhle mit Volumenersatz (Implantate, Expander, Transplantation von Unterhautfettgewebe) und Rekonstruktion der Weichteile.